# Atelier d'architecture Chaix & Morel et associés
 (avril 2014).
Si vous disposez d'ouvrages ou d'articles de référence ou si vous connaissez des sites web de qualité traitant du thème abordé ici, merci de compléter l'article en donnant les références utiles à sa vérifiabilité et en les liant à la section « Notes et références ».
L'Atelier d'architecture Chaix & Morel et associés est une agence d'architecture française fondée en 1983 par Philippe Chaix et Jean-Paul Morel.

## Histoire
Fondé en 1983, l'Ateliercomprend actuellement une équipe de sept architectes associés : Philippe Chaix, Jean-Paul Morel, Rémy Van Nieuwenhove, Walter Grasmug, Anabel Sergent, Denis Germond et Benoît Sigros. Les chefs de projets, architectes de différentes nationalités et responsables administratifs complètent cette équipe d’une quarantaine de personnes. En 30 ans, une culture d’agence s’est développée et deux facettes complémentaires se sont dessinées : architecture publique (Zéniths, théâtres, musées, stades et bâtiments d’enseignement) et privée (immeuble de bureaux, bâtiments industriels). L’atelier élargit actuellement ses projets à l’export grâce à une agence à Vienne, aux associations avec des architectes étrangers et au développement vers l’Asie et le Brésil notamment.[réf. nécessaire]

## Principales réalisations
- 1983 - 1984 : réalisation du premier Zénith, celui de Paris, d'une capacité de 6 000 places
- 1986 : Zénith Sud, à Montpellier
- 1996 : L'Avancée, Technocentre Renault à Guyancourt, École nationale des ponts et chaussées et de l'École nationale des sciences géographiques à Champs-sur-Marne, Musée archéologique sur les vestiges gallo-romains de Saint-Romain-en-Gal
- 1999 : Centre européen de FedEx, aéroport de Roissy Charles de Gaulle, stade de la Licorne, Amiens
- 2003 : immeuble de bureaux Crystal Défense, Neruda, Nanterre
- 2005 : rénovation et extension du Musée du Petit Palais, muséographie de l'exposition permanente[2], Zénith de Dijon d'une capacité de 8 000 places, Maison de la Région Alsace, Strasbourg
- 2006 : Zénith de Nantes Métropole (boulevard du Zénith, ZAC d'Ar Mor, Saint-Herblain), salle de 8 500 places
- 2008 : stade des Alpes de Grenoble, hôtel et auberge de jeunesse Quai de Seine à Paris 19e
- 2010 : nouveau hall d'expositions du Parc Paris-Nord Villepinte
- 2011 : siège de la Banque Postale à Paris 6e (certifié NF HQE - Bâtiments tertiaires et THPE), Logements B3E à Boulogne-Billancourt
- 2012 : salle évènementielle modulable de Mâcon (5 600 places)
- 2013 : immeuble de bureaux Le Prélude à Bordeaux (certifié NF HQE - Bâtiments tertiaires avec label « BBC - Effinergie »), Rénovation et extension de l'hôtel de ville de Noisy-le-Grand
- 2014 : campus ThyssenKrupp à Essen, Allemagne (Gold Certificate DGNB) - avec JSWD Architekten (deux phases : 2010 et 2014), Restructuration de l'immeuble Paris Bourse Réaumur, Paris 2e
- 2015 : Théâtre de Sénart, rénovation du stade Geoffroy-Guichard à Saint-Étienne (stade officiel EURO 2016 - 42 000 places), salle sportive de Rezé (4 140 places), immeuble The Crown Nice Méridia
- 2017 : Maison de l'histoire européenne à Bruxelles

- En cours de réalisation : tour de bureaux SKY56 à Lyon, modernisation du triangle historique du stade Roland-Garros, campus RDI Michelin, campus Viertel Zwei à Vienne - Autriche, Réhabilitation de l'Abbaye de Penthemont à Paris 7e (hôtel et siège d'une maison de haute couture), restructuration de la caserne Château Landon à Paris 10e (pépinière d'entreprises)

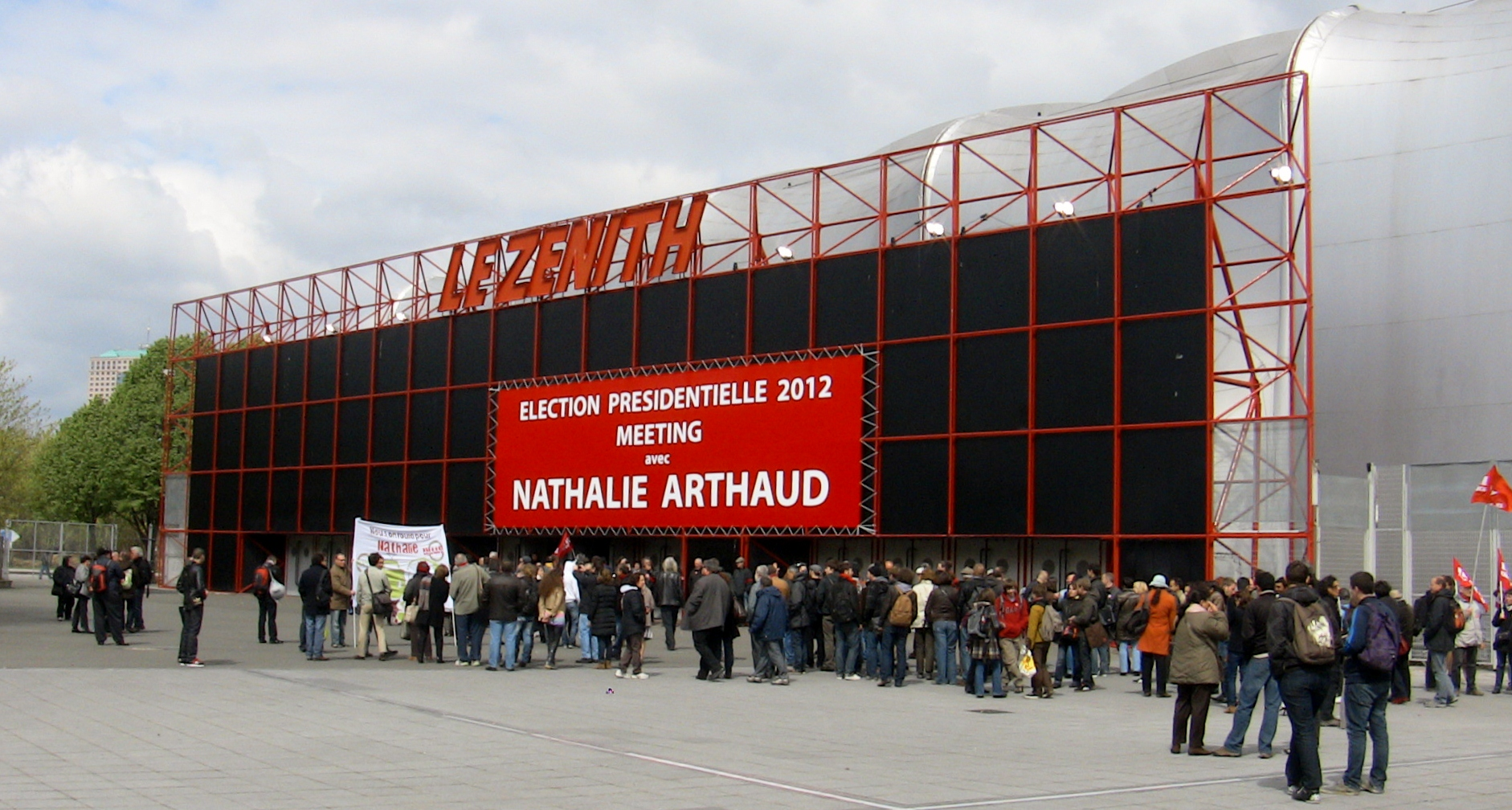
Le Zénith à Paris (1983-1984).
Le stade de la Licorne à Amiens (1997-1999).
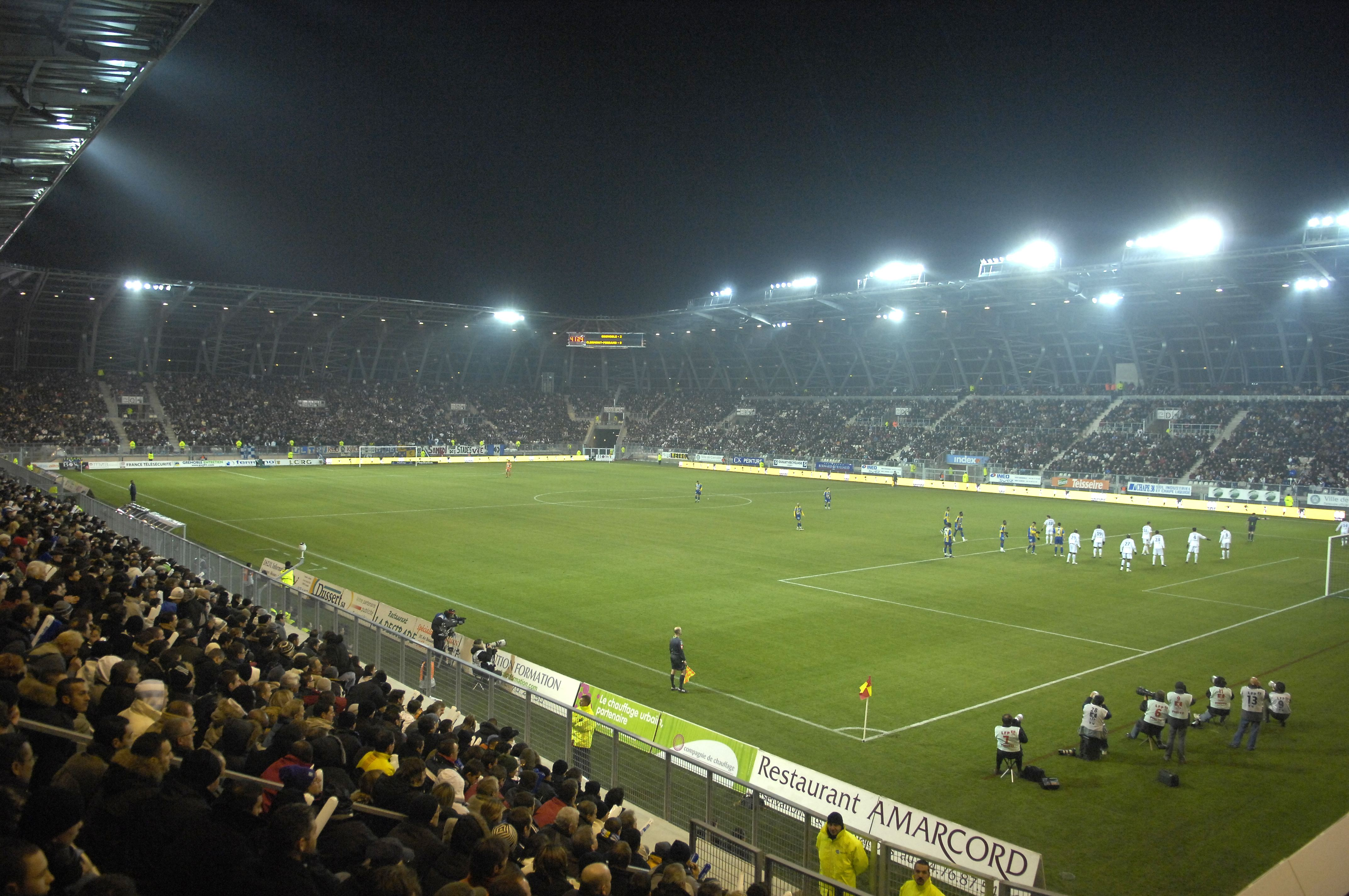
Le stade des Alpes à Grenoble (2005-2008).

## Distinctions
- 1982 : contribution à la proposition de Gilles Vexlard pour le concours du Parc de la Villette, finit dans les 9 finalistes sur plus de 470 participants
- 1984 : prix de la première œuvre pour le bâtiment d’accueil du Club nautique de Moisson (de Marc Delanne et Jean-Paul Morel),
- 1985 : mention au prix de l'Équerre d'argent[réf. nécessaire] pour le Zénith de Paris.
- 1996 : Philippe Chaix et Jean-Paul Morel sont désignés « Créateurs de l'année » pour l'ensemble de leurs créations dans le domaine du design (plusieurs projets de mobilier privilégiant l'utilisation du verre et des nouveaux matériaux).
- 2005 : projet du musée du Petit Palais nommé au prix de l'Équerre d'argent
- 2008 : projet du stade de Grenoble nommé au prix de l'Équerre d'argent
- 2010 : le siège de ThyssenKrupp reçoit le prix d'architecture de la Ville d'Essen, le prix de l'innovation du Salon Glastec à Düsseldorf et le prix de l'ordre régional des architectes allemands
- 2011 : le siège de la Banque postale reçoit le prix de la Pyramide de vermeil, catégorie immobilier d'entreprise (Bouygues Immobilier)
- 2016 : Mention au Trophées Eiffel d'architecture acier dans la catégorie Divertir pour le théâtre Sénart à Lieusaint

## Décoration
Philippe Chaix et Jean-Paul Morel sont  chevalier des Arts et des Lettres.